# Villa Sjögren

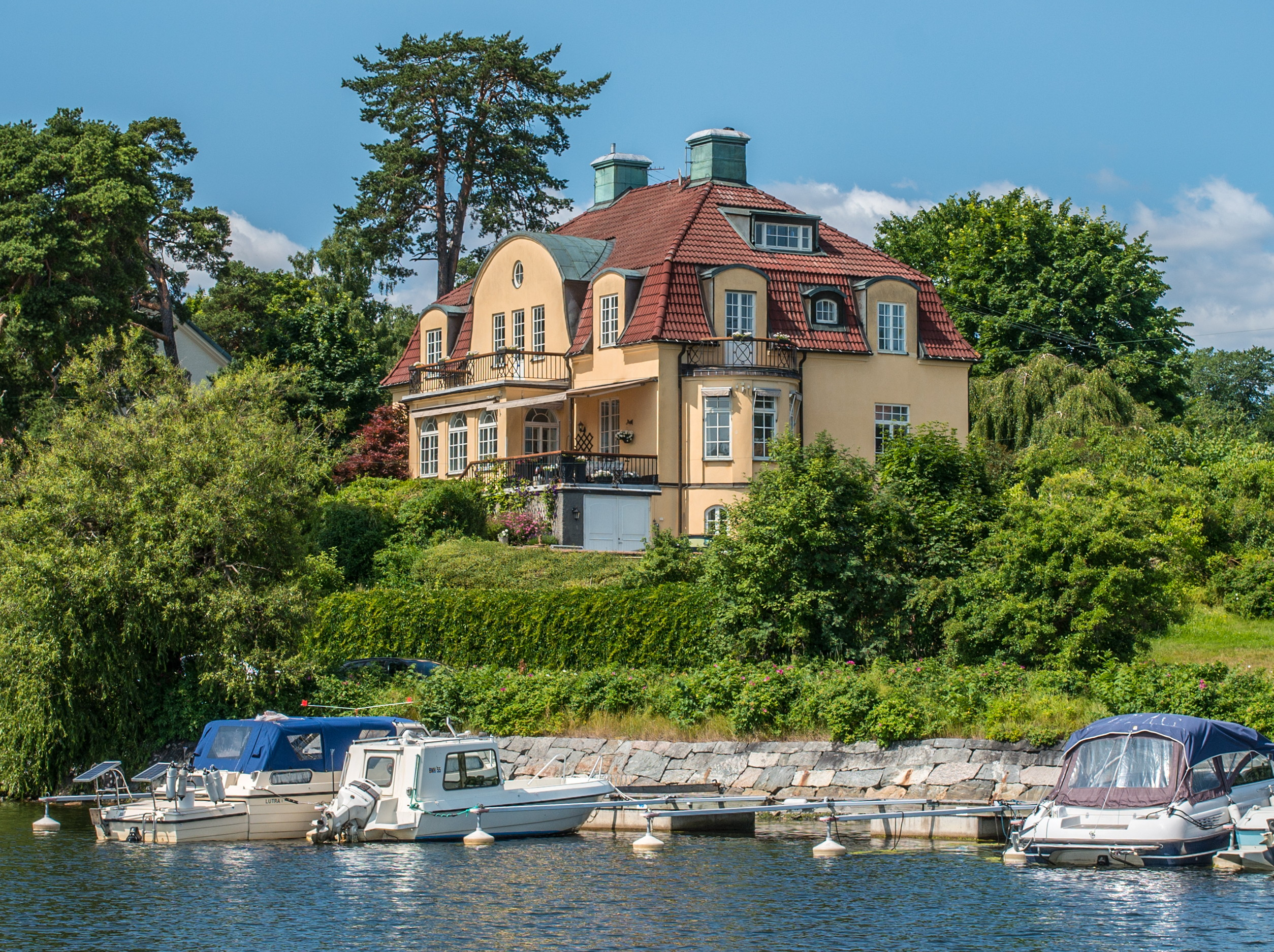
Villa Sjögren vy från Duvnäsviken 2013.

Villa Sjögren är en kulturhistoriskt värdefull byggnad vid Strandpromenaden 3 i Saltsjö-Duvnäs i Nacka kommun. Den exklusiva villan uppfördes omkring 1911 efter ritningar av arkitektkontoret Höög & Morssing.

## Beskrivning
Högt beläget på en terrasserad tomt vid Strandpromenaden 3 och med vidsträckt utsikt över Duvnäsviken ligger denna gulputsade pampiga villa från 1911. Byggherre var Julius Sjögren, järnhandlare i Stockholm. Hans företag Julius Sjögren AB grundades 1901 och hade butiker vid bland annat Västra Slussgatan och Södermalmstorg i Stockholm. Sjögren anlitade det vid tiden mycket kända arkitektkontoret Höög & Morssing att gestalta byggnaden. I villan inrättades nio rum och kök, fördelade på fyra våningar och 598 kvadratmeter boyta under att högt tegeltäckt tak med dubbla fall. Fasaderna accentuerades av burspråk, verandor och frontespiser.
År 1998 förvärvades denna villa av före detta Volvochefen Sören Gyll med hustru Lilly. I mitten av 2000-talet gav han bort den till sina barn. 2011 såldes villan vidare för 30 miljoner kronor och i november 2015 var den åter till salu för 32,5 miljoner kronor.